# سیسیتالیا
سیسیتالیا (انگلیسی: Cisitalia) شرکت خودروسازی ایتالیایی است، که در سال ۱۹۴۶ توسط پیرو دوزیو تأسیس شد.